# Thomas Henrichs (Fußballspieler)
Thomas Henrichs (* 15. März 1963) ist ein ehemaliger deutscher Fußballtorwart.
Seine Profikarriere erstreckte sich über zwei Spielzeiten beim 1. FC Kaiserslautern. Bei den Pfälzern stand er von 1981 bis 1983 als Ersatztorwart im Profikader und kam in dieser Zeit auf drei Bundesligaspiele, in denen er Ronnie Hellström und Armin Reichel vertrat. Gleichzeitig spielte er in der zweiten Mannschaft des FCK, für die er u. a. ein Spiel im DFB-Pokal bestritt.
Heute ist Henrichs in der Traditionsmannschaft des FCK aktiv.